# Сент-Андре-лез-Альп (кантон)
Сент-Андре́-лез-Альп (фр. Saint-André-les-Alpes) — кантон во Франции, находится в регионе Прованс — Альпы — Лазурный Берег, департамент Альпы Верхнего Прованса. Входит в состав округа Кастеллан.
Код INSEE кантона — 0422. Всего в кантон Сент-Андре-лез-Альп входит 6 коммун, из них главной коммуной является Сент-Андре-лез-Альп.

## Коммуны кантона
| Коммуна             | Население, чел. (1999) | Почтовый индекс | Код INSEE |
| ------------------- | ---------------------- | --------------- | --------- |
| Аллон               | 81                     | 04170           | 04005     |
| Англь               | 67                     | 04170           | 04007     |
| Ламбрюис            | 70                     | 04170           | 04099     |
| Ла-Мюр-Аржан        | 249                    | 04170           | 04136     |
| Морье               | 178                    | 04170           | 04133     |
| Сент-Андре-лез-Альп | 818                    | 04170           | 04173     |

## Население
Население кантона на 2007 год составляло 1 708 человек.
| 1962  | 1968  | 1975  | 1982  | 1990  | 1999  | 2006  | 2007  | 2008 |
| ----- | ----- | ----- | ----- | ----- | ----- | ----- | ----- | ---- |
| 1 278 | 1 501 | 1 434 | 1 407 | 1 371 | 1 463 | 1 672 | 1 708 | —    |